# Jens Doberschütz
Jens Doberschütz (født 5. oktober 1957 i Dresden) er en tysk tidligere roer og olympisk guldvinder.

## Karriere

### Roning
Doberschütz indledte sin internationale karriere i firer med styrmand, som han i 1979 blev østtysk mester i og samme år tillige verdensmester.
Året efter kom han med i den østtyske otter, hvor han roede sammen med Bernd Krauß, Hans-Peter Koppe, Ulrich Kons, Jörg Friedrich, Ulrich Karnatz, Uwe Dühring, Bernd Höing og styrmand Klaus-Dieter Ludwig. Denne besætning repræsenterede DDR ved OL samme år i Moskva og indledte med at vinde sit heat. Dette gav direkte adgang til A-finalen, og i finalen sikrede de sig guldet næsten tre sekunder foran Storbritannien på andenpladsen, mens Sovjetunionen fulgte efter på bronzepladsen.
I 1981 roede han firer uden styrmand og var her med til at vinde VM-bronze, mens han i 1982 var tilbage i otteren, der dette år vandt VM-sølv.

### Videre karriere
Doberschütz er uddannet idrætslærer, og efter den tyske genforening åbnede han et fitness-center i Leipzig.
Hans svigerinde, Gerlinde Doberschütz, gift med hans bror Sven, var også eliteroer og vandt OL-guld i 1988. Hans søn, Johannes Doberschütz, var ligeledes eliteroer og vandt flere VM-medaljer.

## OL-medaljer
- 1980:  Guld i otter